# Obryte
Obryte ist ein Dorf und Sitz der gleichnamigen Gemeinde im Powiat Pułtuski der Woiwodschaft Masowien, Polen.

## Gemeinde
Zur Landgemeinde Obryte gehören 20 Ortschaften:
Bartodzieje
Ciółkowo Małe
Ciółkowo Nowe
Ciółkowo Rządowe
Cygany
Gródek Rządowy
Kalinowo
Nowy Gródek
Obryte
Płusy
Psary
Rozdziały
Sadykierz
Sokołowo-Parcele
Sokołowo Włościańskie
Stare Zambski
Tocznabiel
Ulaski
Wielgolas
Zambski Kościelne
Weitere Orte der Gemeinde sind:
Bartodzieje-Gajówka
Gostkowo
Lutobrok-Gajówka
Mokrus
Obryte-Leśniczówka
Pawłówek-Gajówka
Placusin-Gajówka
Ponikiew-Leśniczówka
Rowy
Skłudy
Tocznabiel
Stare Zambski